# Tratado de Zuabe
O Teatro de Zuabe (em persa: عهدنامه زهاب‎‎), também chamado Tratado de Qasr-e Shirin (em turco: Kasr-ı Şirin Antlaşması), foi um acordo assinado entre o Império Safávida e o Império Otomano em 17 de maio de 1639.

## Vida
O acordo terminou a guerra otomano-safávida de 1623-1639 e foi o último conflito em quase 150 anos de guerras intermitentes entre os dois países sob disputas territoriais. Pode ser mais ou menos visto como uma confirmação da Paz de Amásia de 1555. O tratado confirmou a divisão dos territórios na Ásia Ocidental mantida pelos safávidas, como a divisão permanente do Cáucaso entre os dois poderes, na qual a Armênia Oriental, Geórgia Oriental, Daguestão e Azerbaijão ficaram sob controle do Império Safávida, enquanto a Geórgia Ocidental e boa parte da Armênia Ocidental ficaram sob o Império Otomano. Também incluía toda a Mesopotâmia (inclusive Bagdá) sendo irreversivelmente cedida aos otomanos, bem como a Mesquécia Oriental controlada pelos safávidas, fazendo a Mesquécia uma possessão otomana inteira.
No entanto, a disputa fronteiriça entre a Pérsia e o Império Otomano não terminou. Entre 1555 e 1918, eles assinaram não menos que 18 tratados que reabordariam suas fronteiras disputadas. A demarcação exata segundo esse tratado permanentemente começou durante o século XIX, essencialmente estabelecendo o esboço da fronteira entre o Irã moderno e os estados da Turquia e Iraque (a antiga fronteira otomano-persa até 1918, quando o Império Otomano perdeu seus territórios do Oriente Médio após sua derrota na Primeira Guerra Mundial). No entanto, segundo Ernest Tucker, o Tratado de Zuabe pode ser visto como "culminação" de um processo de normalização entre os dois que começou com a Paz de Amásia. Ao contrário de qualquer outro tratado otomano-safávida, o Tratado de Zuabe provou ser mais "resiliente" e tornou-se "ponto de partida" para quase todos os acordos subsequentes entre eles num nível diplomático.